# Theatre劇団子
Theatre劇団子（シアトルげきだんご）は、日本の劇団。1993年旗揚げ。

## 経緯
1992年10月、日本大学芸術学部映画学科演技コース在籍中に石山英憲が結成、1993年2月に旗揚げ公演。大学卒業とともに一時休団するも、二年後に再びメンバーが集結し活動を再開。同大学映画学科撮影コース出身の照山明が映像スタッフとして加入し、舞台に映像を取り入れた演出を試みるように。2004年第14回公演で動員1000人越えを記録し、2006年5月には念願の紀伊國屋ホールに進出。同年夏、CX「劇団演技者。」にて「カーラヂオが終われば」がドラマ化（脚本・演出：石山英憲）され、出演したホーム・チーム (お笑いコンビ)をゲストに迎えて同作品をその秋に上演した。
2007年4月に新人オーディションを実施し、準劇団員を迎えた11月に2度目の紀伊國屋ホール公演を果たした。翌年2008年に正劇団員として5人の新人が加入し、4月に新人公演を上演。8月には新メンバーを入れた新たな体制のもと初の赤坂での公演を行った。
また、2010年夏には、2回目の劇団員オーディションを行い、4名の新人が正劇団員として入団。2011年には3度目の紀伊國屋ホール公演、2012年9月には、4度目の紀伊國屋ホール公演を行った。
2013年3月1日、劇団の活動休止が発表されたが、その後、2年の活動休止期間を経て2015年5月、東京、大阪にて復活公演を行う。
2015年9月、3回目の劇団員オーディションを実施。2023年には30周年を迎えた。

## 所属メンバー
現在
- 石山英憲（主宰、作・演出）
- 斉藤範子（専科）
- 大髙雄一郎
- 杏泉しのぶ
- 大島翠
- 髙島大幹
- 斧口智彦
- 三上彩音
- 小玉雄大
- 石津雄貴

過去
- 沢城みゆき
- 阿部英貴
- 佐藤貴也
- 島村比呂樹
- 土橋建太
- 白石悠佳
- 涌井友子
- 城田和彦
- 朝倉治永
- 大山侑乃
- 白井幸江
- 長濱優
- 原洋史
- 山口晶由
- 宮﨑良太
- 秋山慎治
- 岩﨑一洋
- 結川祥子
- 和田裕太
- 佐佐木萌英
- 竹中さやか

## 過去公演

### 本公演
- 第1回公演 「トレジャーのある街」 1993年2月3日 at 北沢タウンホール
- 第2回公演 「調子っぱずれのエピローグ」 1994年4月27日・28日 at 北沢タウンホール
- 第3回公演 「ハレルヤは幸福をつれて」 1995年8月16日・17日 at 北沢タウンホール
- 第4回公演 「ハッピーデイズは夜明けとともに」 1998年1月11日・12日 at 新宿文化センター
- 第5回公演 「ほんの2ミリ泣いた夜には」 1998年5月5日 at 北沢タウンホール
- 第6回公演 「うちにテレビが来た日」 1998年12月22日・23日 at 武蔵野芸術劇場
- 第7回公演 「カーラヂオが終われば」 1999年9月4日・5日 at 北沢タウンホール
- 第8回公演 「たとえばナイスな昼下がり」 2000年9月8日 - 10日 at 新宿スペース107

東京都歴史文化財団創造活動支援事業より助成
- 第9回公演 「ラッキー食堂の人々」 2001年3月9日 - 12日 at アイピット目白

アイピット目白作品賞銀賞を受賞
- 第10回公演 「グッドモーニングですよ王様!」 2002年1月25日 - 27日 at 新宿スペース107
- 第11回公演 「星降る夜のスタジアム」 2003年2月20日 - 24日 at 新宿シアターモリエール
- 第12回公演 「カメコが笑った日」 2003年7月10日 - 14日 at 新宿シアターモリエール
- 第13回公演 「だからジョニーは殴られる」 2004年2月19日 - 23日 at 新宿シアターモリエール
- 第14回公演 「好きよキャプテン」 2004年9月16日 - 20日 at 新宿シアターモリエール

初めて動員人数1000人超え
- 第15回公演 「テレビの楽屋」 2005年2月10日 - 13日 at 新宿シアターモリエール
- 第16回公演 「公園で逢いまショウ」 2005年9月8日 - 12日 at 新宿シアターモリエール
- 第17回公演 「君とボク」 2006年5月19日 - 21日 at 紀伊國屋ホール

ロックバンド「ザ・カスタネッツ」との競演で初の動員1600人越えを達成。
- 第18回公演 「カーラヂオが終われば」 2006年11月23日 - 26日 at 武蔵野市立吉祥寺シアター

ホーム・チーム (お笑いコンビ)をゲストに迎える。
- 第19回公演 「遥かなる山でヤッホッホ」 2007年11月15日 - 18日 at 紀伊國屋ホール
- 第20回公演 「ペダルをめっちゃ漕ぐ」 2008年8月20日 - 25日 at 赤坂レッドシアター
- 第21回公演 「ストイックだよ全員集合!」 2009年11月18日 - 23日 at ザムザ阿佐谷
- 第22回公演 「好きよキャプテン」（再演） 2010年2月24日 - 28日 at シアターグリーン BIG TREE THEATER
- 第23回公演 「マグロを釣るつもりじゃなかった」 2010年7月7日 - 11日 at 赤坂レッドシアター
- 第24回公演 「愛知のオンナ」（再演） 2010年10月8日 - 10日 at 座・高円寺2
- 第25回公演 「もう一つのシアター!」（原作：シアター!（著:有川浩、メディアワークス文庫刊） 2011年1月27日 - 30日 at 紀伊國屋ホール
- 第26回公演 「そのペン書けず。」 2011年6月17日 - 26日 at 下北沢駅前劇場
- 第27回公演 「カメコが笑った日/トキタ荘の冬」 2011年11月23日 - 12月4日 at 新宿スペース107
- 第28回公演 「恋するロビンソン」2012年5月16日 - 20日 at 東池袋 あうるすぽっと
- 第29回公演 「落人たちのブロードウェイ」 2012年9月13日 - 17日 at 紀伊國屋ホール

劇団創立20周年記念公演
- 第30回公演 「トウキョウの家族」 2015年5月20日 - 24日 at 下北沢駅前劇場 / 5月29日 - 5月31日 at 千日前TORIIHALL

劇団復活記念公演
- 第31回公演 「セリフを下さい」 2016年5月25日 - 29日 at テアトルBONBON
- 第32回公演 「ジェットコースターが終われば」 2017年11月1日 - 5日 at シアター風姿花伝
- 第33回公演 「どのツラ下げて」 2018年7月4日 - 8日 at シアター風姿花伝
- 第34回公演 「人騒がせなコスモ」 2019年12月11日 - 15日 at シアター風姿花伝
- 第35回公演 「アナタの知らない世界」 2021年12月1日 - 5日 at シアターグリーン BOX in BOX THEATER
- 第36回公演 「トキタ荘の冬」 2022年11月2日 - 6日 at 新宿シアターモリエール

### 番外公演
- 「トレジャーのある街'99」 1999年4月29日 - 5月2日 at 新宿パンプルムス
- 7周年記念「ハルマゲドンだよ全員集合」 2000年1月20日 - 23日 at 明石スタジオ
- 「トレジャーのある街'2001」 2001年9月12日 - 17日 at 新宿パンプルムス
- 第6回くりっくフリーステージ演劇部門「カーラヂオが終われば（再演）」 2002年5月4日 at シアタートラム
- 「銀座でワイドショー」 2003年11月7日 - 10日 at 銀座小劇場
- 新人公演「トレジャーのある街 '08」 2008年4月26日 - 27日 at pit北／区域
- 春の番外公演「愛知のオンナ」 2009年5月2日 - 4日 at 長久手町文化の家
  - 演劇博覧会「カラフル3」参加作品　「パブリックアワード - 観客賞 -」「インターネットクチコミ賞 - 演劇ライフ賞 -」を受賞
- 春の番外公演「東京のオトコ」 2009年5月20日 - 31日 at pit北／区域
- 準劇団員公演「ワイルド王子と看板娘」 2012年12月7日 - 10日 at 北池袋 新生館シアター
- みたらし公演「愛知のオンナ」2023年3月16日 - 19日 at JOY JOY THEATRE

## 関連作品
- シアター!（有川浩、メディアワークス文庫） - 舞台となる劇団のモデルが本劇団となっており、また劇中で演じられる劇『掃きだめトレジャー』は本劇団の『トレジャーのある街'08』が元ネタとなっている。2011年、舞台化。
- なぞらえ屋 - 創作集団（劇団）La Moonによる戯曲作品。2009年よりシリーズがスタート。石山が演出監督を務める。また大高がレギュラーの一人を演じるなど、劇団子メンバーの一部が出演する事もある。（Theatre劇団子の作品ではない事に注意）